# Krameria paucifolia
Krameria paucifolia är en tvåhjärtbladig växtart som först beskrevs av Joseph Nelson Rose, och fick sitt nu gällande namn av Joseph Nelson Rose. Krameria paucifolia ingår i släktet Krameria och familjen Krameriaceae. Inga underarter finns listade i Catalogue of Life.